# Samsung Galaxy A70
Samsung Galaxy A70 — смартфон компании Samsung Electronics, входит в серию A. Устройство было анонсировано 26 марта 2019 года в Южной Корее. Модель вошла в рейтинг популярных смартфонов 2019 года по версии компании Яндекс.

## Технические характеристики
- Материалы корпуса: пластик (Glasstic), Corning Gorilla Glass 3
- Операционная система: Android 10.0 (Q) + OneUI 2.x
- SIM: две nano-SIM
- Экран: диагональ 6,7", разрешение 1080 х 2400 точки, соотношение сторон 20:9, ppi 393
- Процессор: восьмиядерный Qualcomm Snapdragon 675
- Графика: Adreno 612
- Оперативная память: 6/8 ГБ
- Память для хранения данных: 128 ГБ
- Дополнительная память: microSD до 512 ГБ
- Разъёмы: USB Type C (USB 2.0)
- Основная камера: 32 МП (f/1.7) + 8 МП (f/2.2) + 5 МП (f/2.2), LED вспышка
- Фронтальная камера: 32 МП, f/2.0, эффект боке
- Сети: 2G/3G/4G VoLTE
- Интерфейсы: Wi-Fi a/b/g/n/ac, Bluetooth 5.0
- Навигация: GPS/ГЛОНАСС/Beidou/Galileo
- Дополнительно: FM-радио, датчик приближения, датчик освещенности, акселерометр, гироскоп, датчик Холла, сканер отпечатка, разблокировка по лицу, Samsung Pay, Google Pay
- Батарея: 4500 мАч, быстрая зарядка (25w) до 70% за 1 час
- Габариты: 164.3 x 76.7 x 7.9 мм
- Вес: 183 г

## Программное обеспечение
Galaxy A70 в 2019г. работал на Android Pie (9.0) с фирменной оболочкой OneUI 1.x, а на декабрь 2020г. получил Android 10 и OneUI 2.5.
Сканер отпечатка пальца встроен в экран, по отзывам пользователей, периодически в его работе наблюдается сбои. Точность распознавания исправлена с обновлением в октябре 2019 года.
До обновления 1 августа 2019 года модель не поддерживала съемку в ночном режиме. Обновление решило эту проблему, а также был добавлен сканер QR-кодов.
Смартфон поддерживает функцию стабилизации изображения Super Steady, которую до этого получали только флагманы.

## Продажи
26 марта 2019 года начались продажи Galaxy A70 в России. На российском рынке модель представлена в сборке 6/128 ГБ. На мировом рынке в продаже есть вариант 8/128 ГБ. Цена на модель в официальной российской рознице составляет 29 990 рублей.
В октябре 2019 года ожидается выход Samsung Galaxy A70s, улучшенной версии модели A70.